# 米国独立コミュニティ銀行家協会
米国独立コミュニティ銀行家協会（べいこくどくりつコミュニティぎんこうかきょうかい、英: The Independent Community Bankers of America、ICBA）は、米国の小規模銀行の主要業界団体。
一般に「コミュニティバンク」と呼ばれる中小規模の金融機関約5,000社を代表している。
ICBAは大会を主催し、月刊誌ICBA Independent Bankerを発行し、銀行業界に関する問題について米国議会に働きかけている。
ワシントンD.C.に本部を置き、全米に支部を持つ。1930年に設立され、6つの子会社を所有している： ICBA Bancard、ICBA Securities、ICBA Financial Services、ICBA Mortgage、ICBA Insurance Services、ICBA Reinsurance。

## ロビー活動
米国における金融改革の試みにおいて、ICBA は次のことを求めてロビー活動を行ってきた。
- 信用組合が競争上の優位性を確保できないようにするため、
- 中小銀行が規制当局を選択できるようにする抜け穴を設け、その結果、中小銀行は最も緩やかな規制当局を選ぶことになると予想されている。

## 立法活動
2013年11月8日、ICBAは、「地域金融機関が経済成長を促進し、地域社会に貢献する能力を高め、中小企業を後押しし、個人の貯蓄を増加させる」（H.R. 3329 (113th Congress）という、法案を「強く支持」するレターを発表した。この法案は、小規模金融持株会社（Bank Holding Companies、BHCs）に関する特定の規制を改訂するように連邦準備制度に指示する。現在の規制では、他のテストを満たす5億米ドル未満の資産を持つBHCsに対して、他の銀行の買収にあたり大規模金融機関と比較して多額の借入を実施させることができる。 H.R.3329は、資産の上限を10億ドルに引き上げることで、より多くのBHCsに厳しくない基準を適用し、法案は貯蓄貸付持株会社が資格を得ることも可能にする。 ICBAは、「インフレ、業界再編、資産増加を考慮して資格基準を10億ドルに引き上げることは、さらに515行及び貯蓄貸付持株会社が消費者や小規模企業向け融資の追加に資金調達し、雇用創出や地域開発につながる」と主張した。